# Saturday Night Fish Fry

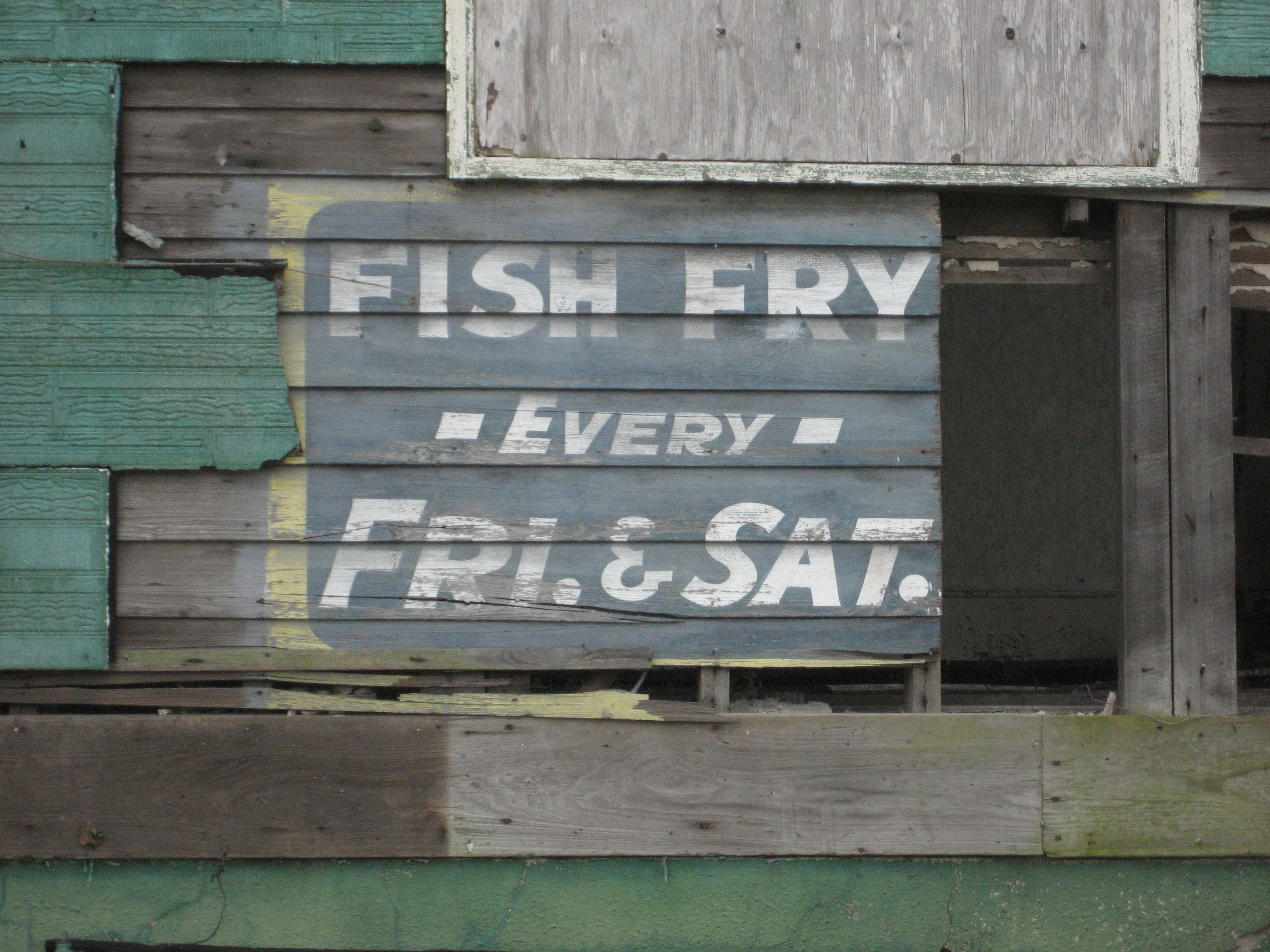
Fish-Fry-Schild in New Orleans

Saturday Night Fish Fry ist ein Rhythm-and-Blues-Song, der von Louis Jordan and Lawrence Walsh geschrieben wurde. Die bekannteste Version ist die von Louis Jordan and his Tympany Five aus dem Jahr 1949. Die erste Aufnahme des Songs stammte von Eddie Williams and His Brown Buddies und war als Nachfolge für ihre Hitsingle Broken Hearted gedacht, doch kam Louis Jordans Version früher auf den Markt.

## Text
Der Song ist in der Ich-Form geschrieben und erzählt von zwei Musikern, die an einem Saturday Fish Fry in der Rampart Street in New Orleans teilnehmen. Die Party gerät außer Kontrolle, und die Polizei kommt. Am Ende landet der Erzähler für eine Nacht im Gefängnis und droht jedem Prügel an, der ihm gegenüber Fish Fry erwähnt.
Louis Jordan fügt zur Originalversion nach jeder Strophe noch einen Refrain ein, den er zweimal singt. („And it was rockin’, it was rocking, you never seen such scuffling and shuffling ’til the break of dawn“).

## Musik
Im Gegensatz zur Originalversion ist das Tempo von Jordans Version schneller, und aus der Shuffle-Version wurde ein Boogie-Woogie-Arrangement. Da die Aufnahme zu lang für eine herkömmliche 78rpm-Single war, wurde sie in zwei Teile geteilt und auf einer Single veröffentlicht.

## Chartplatzierungen und Auszeichnung
Der Song war zwölf Wochen an der Spitze der R&B-Charts und auch ein Hit in den nationalen Popcharts, was für „Race Music“ in dieser Zeit eine große Ausnahme war. Der Song steht auf der Liste der 500 Songs that shaped Rock and Roll der Rock and Roll Hall of Fame.

## Coverversionen (Auswahl)
- Canned Heat
- The Coasters
- The Delta Rhythm Boys
- Floyd Dixon
- Georgie Fame & the Blue Flames
- Buddy Guy
- B. B. King
- Lou Rawls
- Dr. Feelgood[4]
- Vince Weber

## Nachwirkungen
- Die Radiostation WHRV in Norfolk, Virginia nannte ihre Jazzsendung am Samstagabend nach diesem Song.[5]
- Der englische Schauspieler und Schriftsteller Stephen Fry adaptierte den Songtitel in einem Wortspiel und benannte seine BBC-Comedy-Show von 1988 Saturday Night Fry.